# هيغاشي ياماتو (طوكيو)
مدينة هيغاشي ياماتو (باليابانية:  東大和市 هيغاشي ياماتو-شي) هي مدينة تقع في طوكيو، اليابان.
في عام 2003، وصل التعداد السكاني للمدينة إلى 79,621 نسمة والكثافة السكانية 5,880.43 نسمة في الكيلومتر مربع، والمساحة الإجمالية 13.54 كم مربع. تم تأسيس المدينة في الأول من أكتوبر1970.

## تاريخ
تأسست المدينة كقرية في 1 نوفمبر، 1919، ثم تطورت لتصبح بلدة في 3 مايو 1954، ومن ثم تم إعادة تسميتها كمدينة في 1 أكتوبر 1970.

## تعليم
يوجد مدرسة ابتدائية ومدرسة إعدادية في هيغاشي ياماتو.

## أعلام
- ريوسوكي كيكوتشي
- أكيرا إيتو
- يوتا كاسويا

## وصلات خارجية
- موقع مدينة هيغاشي ياماتو باللغة اليابانية